# Echinomastus mariposensis
Echinomastus mariposensis es una especie fanerógama perteneciente a la familia Cactaceae. Se distribuyen por Norteamérica.

## Descripción
Es una planta solitaria, con tallo  esférico y ligeramente cilíndrico, densamente espinosa, con los tallos azules y verdes que pueden alcanzar los 4-6 cm de altura y de 6 a 10 centímetros de diámetro. No tiene costillas presentes. Las areolas son delgadas y afiladas de 5 mm de largo, con 2 a 4 espinas centrales de color blanco, a menudo oscuras con la edad, de 1,5 a 2 cm de largo.  Las 26-32 espinas radiales son blanquecinas  de 4 a 6 milímetros de largo.
Las flores son amplias, en forma de embudo de color rosa y de 2,5 de largo y alcanzan los 3 a 4 centímetros de diámetro. Los frutos son verdes y esféricos.

## Distribución
Echinomastus mariposensis se encuentra en los Estados Unidos en el estado de Texas, y en estados mexicanos de Coahuila y Nuevo León.

## Taxonomía
Echinomastus mariposensis fue descrita por John Pinckney Hester y publicado en Desert Plant Life 17(4): 59–60, f. s.n. (p. 60), en el año 1945.
Etimología
Echinomastus: nombre genérico que proviene de las palabras griegas: "έχίνος" (echinos) de "erizos" y "μαοτός" (mastos) para el "pecho". Se refiere a las verrugas espinosas del cuerpo de la planta.
mariposensis: epíteto latino que significa "cactus mariposa". 
Sinonimia
- Neolloydia mariposensis
- Sclerocactus mariposensis
- Pediocactus mariposensis[3][4][5]